# Drosanthemum giffenii
Drosanthemum giffenii är en isörtsväxtart som först beskrevs av L. Bol., och fick sitt nu gällande namn av Schwant. apud Jacobsen. Drosanthemum giffenii ingår i släktet Drosanthemum och familjen isörtsväxter. Inga underarter finns listade i Catalogue of Life.